# Santiago Rusiñol

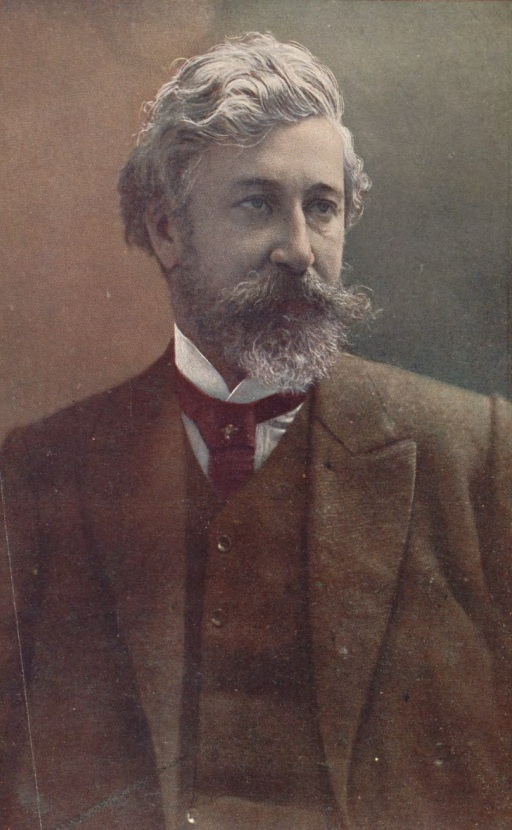
Santiago Rusiñol (1906)

Santiago Rusiňol i Prats (Barcelona, 25 februari 1861 - Aranjuez, 13 juni 1931) was een Catalaans kunstschilder, dramaturg, schrijver en journalist.

## Biografie

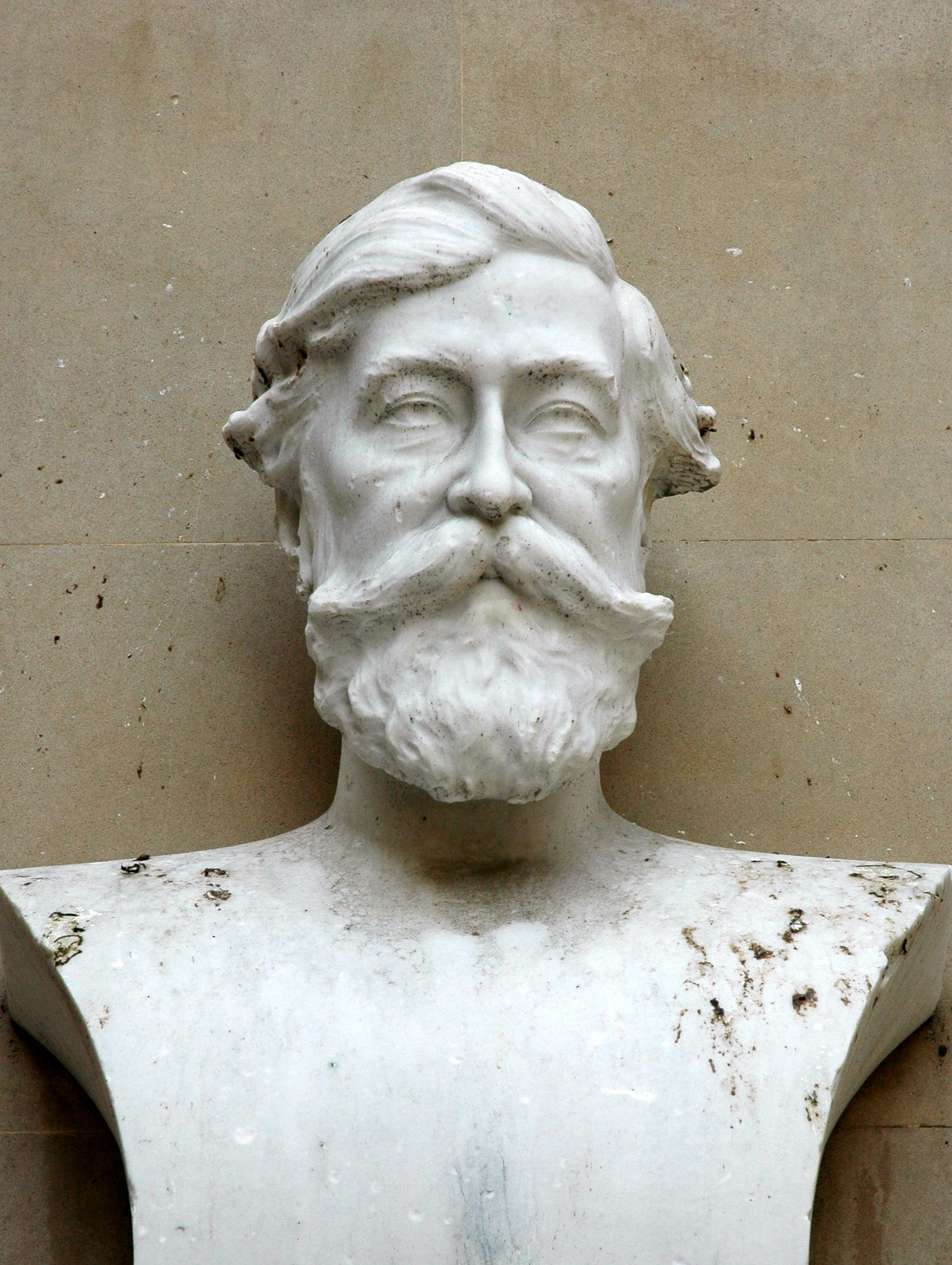
Buste van Santiago Rusiñol door Josep Renalias, Barcelona

### Jeugd
Santiago Rusiňol i Prats was een zoon uit een familie van textielfabrikanten afkomstig uit Manlleu. Over zijn jeugd is weinig bekend. In zijn jonge jaren combineerde hij het kunstenaarschap met het ondernemerschap. Na de dood van zijn vader in 1863 moest hij noodgedwongen meer tijd besteden aan de familieonderneming. In 1878 hield hij zijn eerste tentoonstelling in Gerona. Hij nam daar deel aan teken- en schilderlessen aan de academie van Tomás Maragás en vanaf 1882 in het Centre d’Aquarel-Listes.
Hij begon antiek te verzamelen, vooral middeleeuwse objecten. In 1884 leerde hij Lluïsa Denis kennen. De twee raakten verliefd tijdens de repetities voor een toneelstuk waar ze aan deelnamen. Op 16 juni 1886 trouwde het stel in Barcelona en op 16 mei 1887 werd hun dochter Maria geboren. Aan het einde van hetzelfde jaar laat het paar zich echter weer scheiden.
In 1888 valt het werk van Santiago Rusiňol op tijdens de wereldtentoonstelling in Barcelona. Dat jaar hield hij nog twee andere exposities waarbij zijn werk door de critici positief werd beoordeeld.

### Parijs

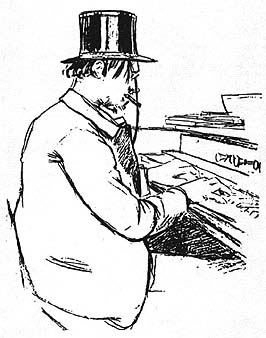
Tekening van Erik Satie door Santiago Rusiňol, 1891

Rond 1889 vertrok Santiago Rusiňol naar Parijs om daar te gaan studeren. Hij vestigde zich in Montmartre. In Parijs ontmoette hij andere Spaanse kunstenaars zoals Miquel Utrillo en Andreu Solá. Samen bewoonden ze een pand aan de Rue de l’Orient in Montmartre. Op de Académie de la Palette werkt hij samen met Eugène Carrière, Pierre Puvis de Chavannes, Henri Gervex en Ferdinand Humbert. Hij schilderde straattaferelen, interieurs van cafés, kamers en binnenplaatsen.
In 1890 heeft Santiago Rusiňol een eerste tentoonstelling samen met Ramon Casas i Carbó in de Salon du Champ de Mars. Hij stortte zich in het nachtleven en leerde nog meer kunstenaars kennen, waaronder Erik Satie, die piano speelde in Le Chat Noir. Met Ramon Casas, Ramon Canudas en Miquel Utrillo deelde hij een woning in de Moulin de la Galette. Daar schreef hij zijn eerste boek Desde el Molino dat in 1894 voor het eerst werd uitgegeven. Het boek is een samenvatting van artikelen die hij in Parijs schreef als correspondent voor de Spaanse krant La Vanguardia.
Samen met Ramon Casas, Enric Clarasó, Raimon Casellas en Miquel Utrillo vormt hij een groep van modernistische kunstenaars. Hun denkbeelden worden weergegeven in het tijdschrift L'Avenç. Santiago Rusiňol is het prototype van de modernistische artiest, die zijn leven wijdt aan de kunst omwille van de kunst. De kunstenaars zetten zich af tegen de materialistische, prozaïsche maatschappij. Hij exposeerde in 1891 in de Sala Parés in Barcelona, samen met Ramon Casas en Enric Clarasó. In 1892 exposeerde hij op de Parijse Salon en ontving een prijs, waardoor hij meer erkenning ontving en bekendheid verwierf.

### Sitges

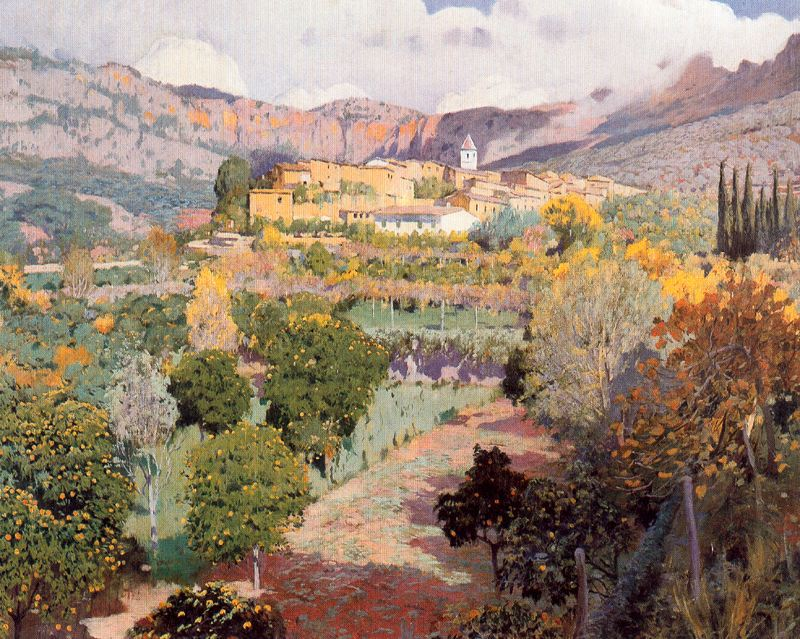
De vallei van de sinaasappelbomen, Mallorca

Het leven van Santiago Rusiňol is nauw verweven met de stad Sitges, ook wel La Blanca Subur genoemd. Sitges werd mede dankzij Rusiňol het Spaanse mekka van het modernisme. Vanaf 1891 werken verschillende kunstenaars aan het Cau Ferrat als tempel van de kunst, organiseren modernistische festivals en performances zoals de Dansa Serpentina, de Serpentinedans.
In 1893 wordt het tweede modernistische festival in Sitges georganiseerd. Vlak na het festival verschijnen Els caminants de la terra en La suggestió del paisatge. Het zijn de eerste Catalaanse gedichten geschreven in prozavorm. Santiago Rusiñol werpt zich op als verdediger van de poëzie tegenover het proza van de moderne burgerlijke cultuur.
In 1898 verschijnt Fulls de la vida, een bundel verhalen en gedichten in prozavorm. De dichter toont zich hiermee een aanhanger van het decadentisme.
Santiago Rusiñol gaat op zoek naar de grenzen van het bestaan. Hij raakt in 1894 verslaafd aan morfine, hetgeen de rest van zijn leven sterk zal beïnvloeden. Hij schildert in die periode twee van zijn meest gewaardeerde doeken, La morfina en La medalla.
In 1899 volgde hij een ontwenningskuur en begon hij aan een nieuwe etappe in zijn leven. Zijn onderwerpen werden commerciëler. Hij schilderde veel landschappen en tuinen, onder meer in Mallorca, Ibiza, Valencia, Gerona, Aranjuez, Conca, Arbucies en ook in Italië. Hij ging zich meer bezighouden met toneel.
In 1930 worden zijn toneelstukken uitgegeven en gespeeld. Sindsdien vormen ze een belangrijk onderdeel van de Catalaanse theatergeschiedenis.

### Toneelstukken
1. El jardí abandonat (1900)
2. L'alegria que passa (1901)
3. Cigales i formigues (1901)
4. Llibertat! (1901)
5. El malalt crònic (1902)
6. Els jocs florals de Canprosa (1902)
7. El pati blau (1903)
8. L'hèroe (1903)
9. El místic (1903)
10. La lletja (1905)
11. El bon policia (1905)
12. La bona gent (1906)
13. La mare (1907)
14. Els savis de Vilatrista (1907)
15. La merienda fraternal (1907)
16. La intel·lectual (1909)
17. El despatriat (1912)
18. Gente bien (1917).

### Overig literair werk
- El poble gris (1902)
- L'auca del senyor Esteve (1907)
- Del Born al Plata (1911)
- Glossari (1912)
- L’illa de la calma (1913)
- La Niña Gorda (1914)
- El català de La Mancha (1917)
- En Josepet de Sant Celoni (1918)
- Coses viscudes (1927)
- Coses viscudes (1927)
- Màximes i mals pensaments (1927)

- Bibsys: 90126898
- Biblioteca Nacional de España: XX1039024
- Bibliothèque nationale de France: cb12159390f (data)
- Catàleg d'autoritats de noms i títols de Catalunya: 981058521355506706
- CiNii: DA02244221
- Gemeinsame Normdatei: 118750453
- International Standard Name Identifier: 0000 0001 0868 7116
- Library of Congress Control Number: n79063997
- Nationale Bibliotheek van Tsjechië: xx0327117
- Nationale Bibliotheek van Israël: 987007280398205171
- Nederlandse Thesaurus van Auteursnamen: 074996576
- RKD-Nederlands Instituut voor Kunstgeschiedenis: 68926
- Istituto Centrale per il Catalogo Unico: TO0V076662
- SNAC: w60x4s8r
- Système universitaire de documentation: 027779866
- Union List of Artist Names: 500028749
- Virtual International Authority File: 9886682
- WorldCat: E39PBJtmvrcVxKhCxKGR8JjcT3